# Constantius I van Constantinopel

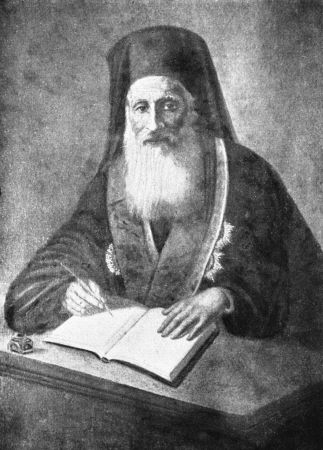
Constantius I van Constantinopel

Constantius I (Grieks: Κωνστάντιος Α΄) (Constantinopel 1770 - 5 januari 1859) was patriarch van Constantinopel van 6 juli 1830 tot 18 augustus 1834.
Hij volgde zijn opleiding aan de patriarchale scholen van Iași en Kiev. In 1805 werd hij verkozen tot aartsbisschop van de Autonome Orthodoxe Kerk van de Berg Sinaï, een post die hij bekleedde tot zijn verkiezing tot patriarch van Constantinopel in 1830. In 1834 trad hij terug, herkreeg zijn positie in Sinaï waar hij tot zijn dood studeerde en schreef.
Hij werd begraven op het kerkhof van het klooster van Baloukli in Istanbul, in 1865 is zijn stoffelijk overschot overgebracht naar het Katharinaklooster in de Sinaï.